# Liggevogn
En liggevogn er en særlig form for vogn, som anvedes i visse tog, der kører om natten. Vognene fungerer som en simplere form for sovevogn og har normalt seks køjepladser, tre på hver sin side af kupédøren. Kupéerne kan hurtigt omdannes, så de består af almindelige siddepladser, så passagererne også kan opholde sig i kupéen i dagtimerne.
- Wikimedia Commons har flere filer relateret til Liggevogn

| Jernbane | Spire Denne jernbaneartikel er en spire som bør udbygges. Du er velkommen til at hjælpe Wikipedia ved at udvide den. |